# Neues Museum Nürnberg

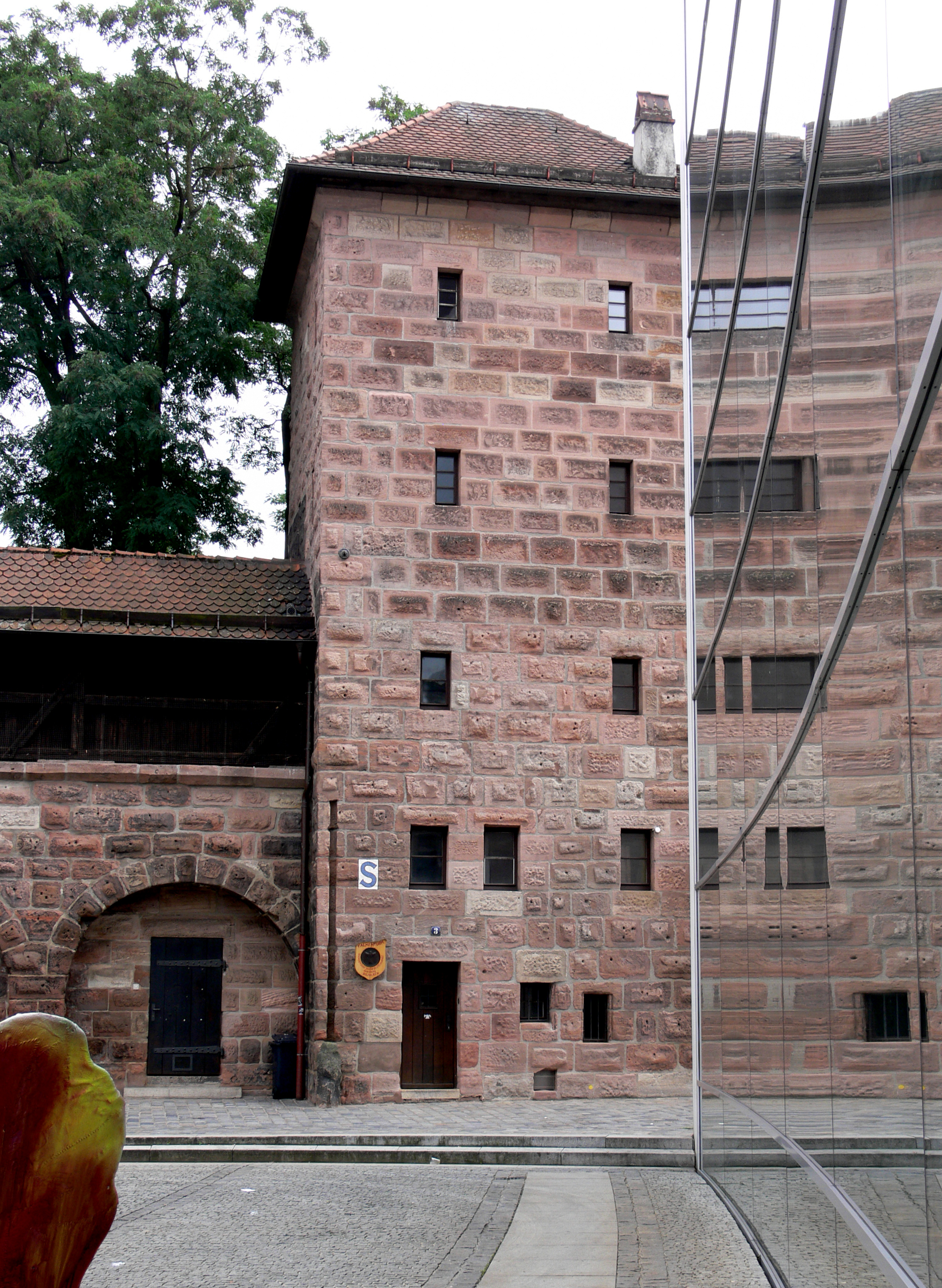
oud- en nieuwbouw

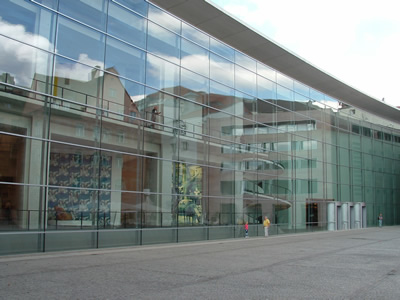
nieuwbouw Neues Museum Nürnberg

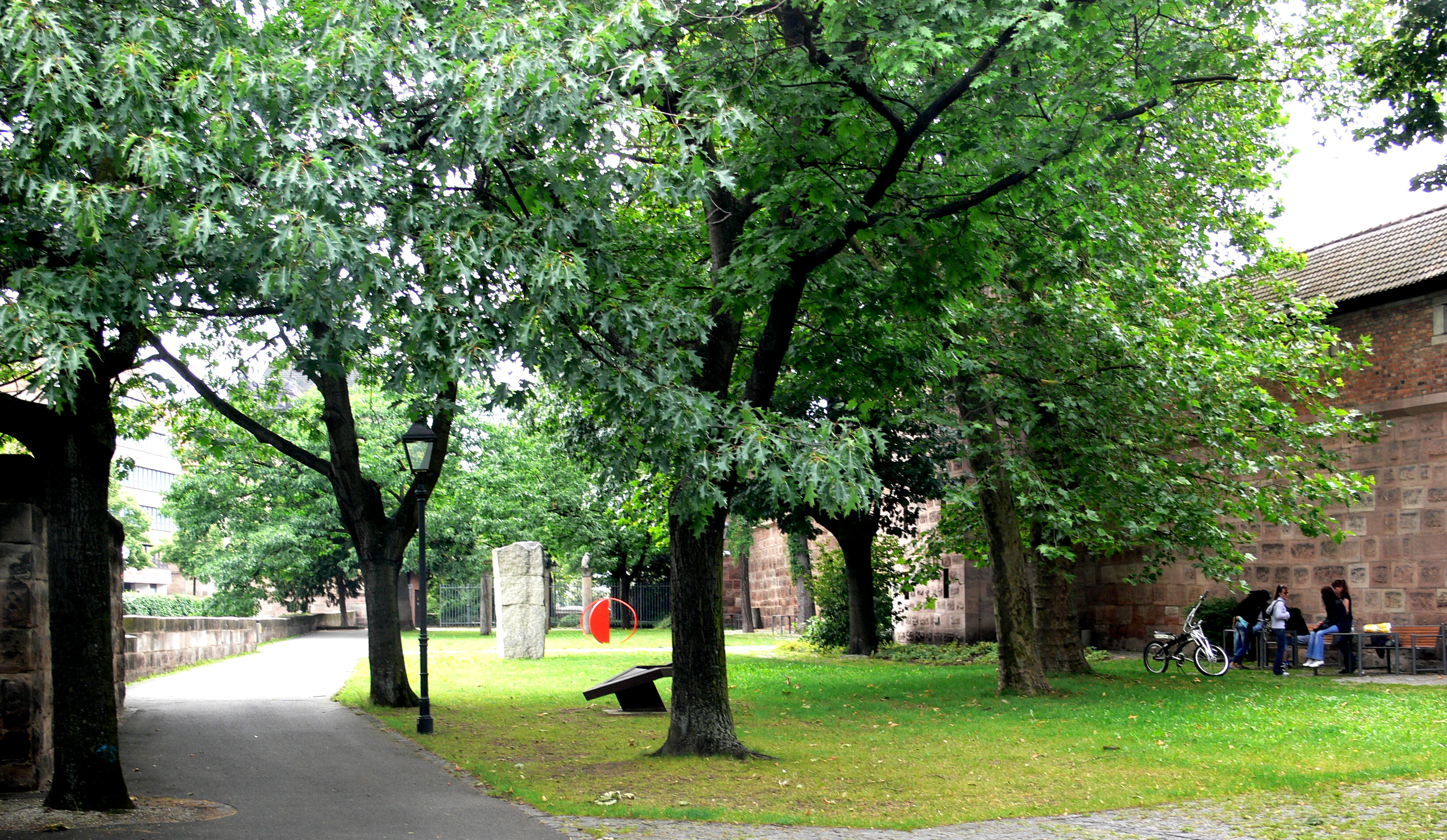
Beeldenpark NMN

Het Neues Museum Nürnberg (NMN) of voluit Neues Museum - Staatliches Museum für Kunst und Design in Nürnberg is een kunst- en designmuseum in de Duitse stad Neurenberg in de deelstaat Beieren.

## Geschiedenis
De oorsprong van het museum gaat terug tot de zestiger jaren met de door Dietrich Mahlow begonnen verzameling van de stad Neurenberg in de Kunsthalle Nürnberg van internationale, hedendaagse kunst vanaf de vijftiger jaren. De complete collectie van 1500 kunstwerken werd door de stad in langdurige bruikleen gegeven. De tweede verzameling van het museum, de collectie design is afkomstig van museum Die Neue Sammlung in München. Deze beide verzamelingen werden nog aangevuld met verscheidene particuliere collecties kunst en design. Tussen de beide afdelingen kunst en design is bewust geen strenge scheiding aangebracht, opdat in thematische tentoonstellingen de parallelle ontwikkelingen kunnen worden getoond.
In het museumgebouw wordt samengewerkt met het Institut für moderne Kunst Nürnberg en het Designforum Nürnberg.

## Gebouw
Het NMN werd ondergebracht in de nieuwbouw naar een ontwerp van de Duitse architect Volker Staab met een 100 meter lange
glasfaçade. Ondanks de moderne architectuur past het gebouw in de historische kern van de Neurenberger Altstadt. Het gebouw werd voltooid in 1999 en in april 2000 voor het publiek geopend.
In de architectuur zijn bijdragen geïntegreerd van de Zwitserse kunstenaar Rémy Zaugg (1943-2005). In drie wanden van het museumgebouw zijn teksten verwerkt met betrekking tot kunst en publiek: EIN WERK, EIN MENSCH, EIN WAHRNEHMEN; EIN HAUS, EIN WORT, EINE BIBLIOTHEK en ABER ICH / DIE WELT / ICH SEHE / DICH. In een vierde wand worden de namen genoemd van grote geesten uit Neurenberg: HANS SACHS FEUERBACH VEIT STOSS HEGEL ALBRECHT DÜRER. De wand maakt deel uit van de verbinding tussen de nieuwbouw en de oudbouw, de namen herinneren aan de rijen bustes en standbeelden in klassieke museumgebouwen.

## Collectie
In de kunstcollectie van het museum bevinden zich werken van onder anderen Andy Warhol, Joseph Beuys, A. R. Penck, Armando, Nam June Paik, Christiane Möbus en Neo Rauch. Als een van de pronkstukken van het museum geldt het schilderij Telephone (1966) van Richard Lindner. Door schenkingen kon de collectie van het museum in de jaren 1999 en 2000 worden uitgebreid met onder andere werk van Stephan Balkenhol. Na 2000 werden voorts nog werken verworven van Jürgen Albrecht (Das Instrument Nr.1, 16.5.2000) in 2001; Thomas Ruff (foto Substrat II) in 2002; François Morellet (het schilderij Zufällige Verteilung von 40.000 Quadraten en 2 trames 0°-90°) in 2004 respectievelijk 2006.
Kort voor zijn dood in 2005 schonk de Amerikaanse schilder van Duitse afkomst Karl Hagedorn het museum zijn driedelige werk Psychogram.
Ten slotte bezit het museum sinds februari 2003 de grote sculptuur Elliptische Säule van de Britse beeldhouwer Tony Cragg, dat in de foyer werd geplaatst.